# Division Nationale 2015-2016
La Division Nationale 2015-2016, nota anche come BGL Ligue 2015-2016 per motivi di sponsorizzazione, è stata la centoduesima edizione della massima serie del campionato lussemburghese di calcio. È iniziata il 2 agosto 2015 e si è conclusa il 22 maggio 2016. Il F91 Dudelange ha vinto il campionato per la dodicesima volta nella sua storia. Capocannoniere del torneo è stato Julien Jahier, calciatore della RU Luxembourg, con 25 reti.

## Stagione

### Novità
Dalla Division Nationale 2014-2015 erano stati retrocessi il Käerjeng 97 (perdente lo spareggio promozione/retrocessione), il Jeunesse Canach e l'Hostert, mentre dalla Éirepromotioun 2014-2015 erano stati promossi il Racing Luxembourg, il R.M. Hamm Benfica e l'UNA Strassen (vincente lo spareggio promozione/retrocessione).

### Formula
Le quattordici squadre partecipanti si sono affrontate in un girone all'italiana con partite di andata e ritorno per un totale di 26 giornate. Al termine del campionato la prima classificata era designata campione del Lussemburgo e ammessa al secondo turno preliminare della UEFA Champions League 2016-2017. Le squadre seconda e terza classificate venivano ammesse al primo turno preliminare della UEFA Europa League 2016-2017, assieme alla vincitrice della coppa nazionale. Le ultime due classificate venivano retrocesse direttamente in Éirepromotioun, mentre la dodicesima classificata affrontava la terza classificata in Éirepromotioun in un play-off promozione/retrocessione.

## Squadre partecipanti
| Club               | Città             | Stadio                      | Stagione precedente                |
| ------------------ | ----------------- | --------------------------- | ---------------------------------- |
| Differdange 03     | Differdange       | Stade du Thillenberg        | 2º posto nella Division Nationale  |
| Etzella Ettelbruck | Ettelbruck        | Stade Am Deich              | 7º posto nella Division Nationale  |
| F91 Dudelange      | Dudelange         | Stade Jos Nosbaum           | 3º posto nella Division Nationale  |
| Fola Esch          | Esch-sur-Alzette  | Stadio Émile Mayrisch       | Campione del Lussemburgo           |
| Grevenmacher       | Grevenmacher      | Op Flohr Stadion            | 9º posto nella Division Nationale  |
| Jeunesse Esch      | Esch-sur-Alzette  | Stade de la Frontière       | 5º posto nella Division Nationale  |
| Mondorf            | Mondorf-les-Bains | Stade John Grün             | 8º posto nella Division Nationale  |
| Progrès Niedercorn | Niedercorn        | Stadio Jos Haupert          | 4º posto nella Division Nationale  |
| RU Luxembourg      | Lussemburgo       | Stade Achille Hammerel      | 2º posto in Éirepromotioun         |
| R.M. Hamm Benfica  | Lussemburgo       | Luxembourg-Cents            | 1º posto in Éirepromotioun         |
| Rumelange          | Rumelange         | Stadio municipale           | 10º posto nella Division Nationale |
| UNA Strassen       | Strassen          | Complexe Sportif Jean Wirtz | 3º posto in Éirepromotioun         |
| Victoria Rosport   | Rosport           | VictoriArena                | 6º posto nella Division Nationale  |
| Wiltz 71           | Wiltz             | Stade Géitz                 | 11º posto nella Division Nationale |

## Classifica finale
|  | Pos. | Squadra            | Pt | G  | V  | N | P  | GF | GS | DR  |
|  | ---- | ------------------ | -- | -- | -- | - | -- | -- | -- | --- |
|  | 1.   | F91 Dudelange      | 62 | 26 | 19 | 5 | 2  | 65 | 21 | +44 |
|  | 2.   | Fola Esch          | 62 | 26 | 19 | 5 | 2  | 61 | 23 | +38 |
|  | 3.   | Differdange 03     | 55 | 26 | 17 | 4 | 5  | 63 | 32 | +31 |
|  | 4.   | Jeunesse Esch      | 46 | 26 | 13 | 7 | 6  | 48 | 30 | +18 |
|  | 5.   | UNA Strassen       | 38 | 26 | 11 | 5 | 10 | 50 | 50 | 0   |
|  | 6.   | Progrès Niedercorn | 36 | 26 | 10 | 6 | 10 | 41 | 30 | +11 |
|  | 7.   | Mondorf            | 36 | 26 | 10 | 6 | 10 | 36 | 34 | +2  |
|  | 8.   | RU Luxembourg      | 35 | 26 | 10 | 5 | 11 | 45 | 54 | -9  |
|  | 9.   | R.M. Hamm Benfica  | 34 | 26 | 9  | 7 | 10 | 52 | 49 | +3  |
|  | 10.  | Rumelange          | 28 | 26 | 8  | 4 | 14 | 38 | 52 | -14 |
|  | 11.  | Victoria Rosport   | 26 | 26 | 7  | 5 | 14 | 46 | 49 | -3  |
|  | 12.  | Wiltz 71           | 21 | 26 | 5  | 6 | 15 | 22 | 60 | -38 |
|  | 13.  | Etzella Ettelbruck | 17 | 26 | 4  | 5 | 17 | 25 | 70 | -45 |
|  | 14.  | Grevenmacher       | 13 | 26 | 3  | 4 | 19 | 15 | 53 | -38 |

Legenda:
      Campione del Lussemburgo e ammessa alla UEFA Champions League 2016-2017.
      Ammessa alla UEFA Europa League 2016-2017.
 Ammessa ai play-off promozione/retrocessione.
      Retrocessa in Éirepromotioun 2016-2017.
Note:
Tre punti a vittoria, uno a pareggio, zero a sconfitta.

## Risultati
|                    | Dif  | Etz  | Dud  | Fol  | Gre  | JeE  | Mon  | PrN  | RFC  | RMH  | Rum  | UNA  | Vic  | Wil  |
| ------------------ | ---- | ---- | ---- | ---- | ---- | ---- | ---- | ---- | ---- | ---- | ---- | ---- | ---- | ---- |
| Differdange 03     | –––– | 2–1  | 2–2  | 0–3  | 4–0  | 3–0  | 1–0  | 1–0  | 6–0  | 4–1  | 3–0  | 2–0  | 2–1  | 5–0  |
| Etzella Ettelbruck | 2–3  | –––– | 0–5  | 0–4  | 2–2  | 0–1  | 2–1  | 0–2  | 2–4  | 0–4  | 1–0  | 2–6  | 1–5  | 1–1  |
| F91 Dudelange      | 0–1  | 6–0  | –––– | 2–0  | 2–0  | 1–0  | 3–0  | 2–1  | 4–2  | 2–1  | 4–3  | 1–0  | 7–1  | 1–1  |
| Fola Esch          | 4–2  | 3–1  | 3–1  | –––– | 3–0  | 4–1  | 2–1  | 1–1  | 1–0  | 3–1  | 3–1  | 3–1  | 2–0  | 5–0  |
| Grevenmacher       | 0–5  | 0–2  | 0–1  | 0–2  | –––– | 0–2  | 0–0  | 0–0  | 0–3  | 0–1  | 1–1  | 3–0  | 0–2  | 0–2  |
| Jeunesse Esch      | 1–1  | 6–0  | 1–2  | 1–1  | 1–0  | –––– | 0–2  | 0–0  | 5–0  | 6–4  | 1–0  | 4–3  | 1–1  | 2–0  |
| Mondorf            | 2–2  | 1–1  | 0–0  | 0–0  | 5–1  | 1–2  | –––– | 2–1  | 1–3  | 2–1  | 0–3  | 1–1  | 3–2  | 4–2  |
| Progrès Niedercorn | 0–1  | 4–0  | 0–3  | 0–1  | 1–2  | 0–2  | 0–1  | –––– | 2–1  | 2–0  | 2–0  | 4–2  | 2–1  | 4–1  |
| RFCU Luxembourg    | 1–1  | 2–1  | 0–2  | 2–2  | 2–1  | 0–0  | 2–1  | 2–2  | –––– | 1–4  | 2–3  | 1–2  | 0–4  | 4–0  |
| RM Hamm Benfica    | 4–2  | 2–2  | 0–0  | 2–3  | 3–0  | 2–2  | 3–1  | 2–2  | 3–3  | –––– | 1–4  | 4–0  | 2–3  | 0–0  |
| Rumelange          | 4–1  | 1–0  | 2–4  | 1–3  | 2–1  | 1–1  | 0–2  | 0–4  | 2–4  | 2–5  | –––– | 1–2  | 1–1  | 1–1  |
| UNA Strassen       | 1–4  | 2–0  | 2–2  | 4–2  | 4–1  | 2–1  | 2–1  | 1–1  | 1–2  | 0–0  | 5–3  | –––– | 4–3  | 3–1  |
| Victoria Rosport   | 2–3  | 1–2  | 1–2  | 1–1  | 0–1  | 1–2  | 0–3  | 1–4  | 4–2  | 5–1  | 0–1  | 2–2  | –––– | 0–0  |
| Wiltz 71           | 3–2  | 2–2  | 0–6  | 0–2  | 3–2  | 1–5  | 0–1  | 3–2  | 0–2  | 0–1  | 0–1  | 1–0  | 0–4  | –––– |

## Spareggio promozione-retrocessione
|          | Risultati   |                 | Luogo e data                |
| -------- | ----------- | --------------- | --------------------------- |
| Wiltz 71 | 0 - 1 (dts) | Jeunesse Canach | Lussemburgo, 27 maggio 2016 |
|          |             |                 |                             |

## Statistiche

### Classifica marcatori
| Gol |  |  | Giocatore         | Squadra           |
| --- |  |  | ----------------- | ----------------- |
| 25  |  |  | Julien Jahier     | RU Luxembourg     |
| 24  |  |  | Momar N'Diaye     | Jeunesse Esch     |
| 20  |  |  | David Turpel      | F91 Dudelange     |
| 18  |  |  | Stefano Bensi     | Fola Esch         |
| 18  |  |  | Omar Er Rafik     | Differdange 03    |
| 16  |  |  | Mickaël Jager     | UNA Strassen      |
| 14  |  |  | Samir Hadji       | Fola Esch         |
| 14  |  |  | Jeff Lascak       | Victoria Rosport  |
| 13  |  |  | Patrick Stumpf    | R.M. Hamm Benfica |
| 12  |  |  | Sanel Ibrahimović | F91 Dudelange     |